# Пилисколнс
Пи́лисколнс (латг. Piliskolns), также Пилскалнс (латыш. Pilskalns) — небольшой посёлок в Латвии, в Латгалии. Входит в состав Рикавской волости Резекненского края. Население, по данным на 2015 год, составляло 35 человек.
Согласно местным легендам, на месте Пилисколнса в средние века находился замок, который исчез при неизвестных обстоятельствах вместе с его обитателями.